# Fissidens pellucidus
Fissidens pellucidus är en bladmossart som beskrevs av Hornschuch 1841. Fissidens pellucidus ingår i släktet fickmossor, och familjen Fissidentaceae. Inga underarter finns listade i Catalogue of Life.